# Giulitta
Giulitta  è un nome proprio di persona italiano femminile.

## Varianti in altre lingue
- Catalano: Julita[2]
- Francese: Julitte
- Georgiano: ივლიტა (Ivlit'a)
- Greco antico: Ἰουλίττα (Ioulitta)
- Inglese: Julitta[3]
- Latino: Iulitta[1]
- Polacco: Julita[3]
- Portoghese: Julita
- Russo: Иулитта (Iulitta)
- Serbo: Јулита (Julita)
- Sloveno: Julita
- Spagnolo: Julita[2]
- Tedesco: Julitta

## Origine e diffusione

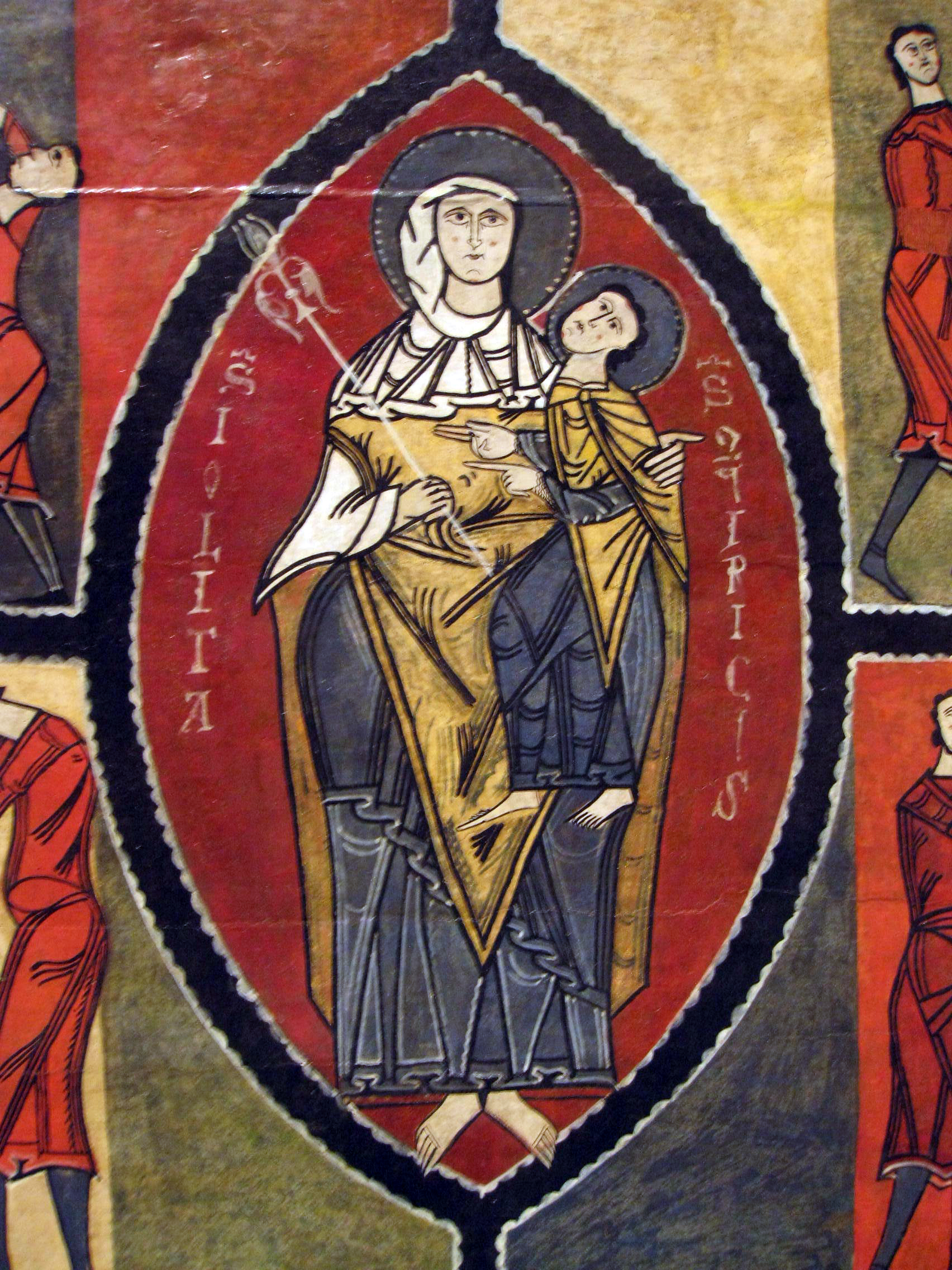
Santa Giulitta, con il figlioletto Quirico, da un frontale d'altare conservato al Museo nazionale d'arte della Catalogna

Riprende il nome di santa Giulitta, una martire del IV secolo. La sua etimologia è dibattuta; viene considerato da alcune fonti un diminutivo di Giulia (analogo quindi a Giulietta), o comunque un derivato di Giulia/Giulio, ma è stata anche formulata l'ipotesi che possa derivare da altri nomi, come ad esempio Giuditta.

## Onomastico
L'onomastico si festeggia il 16 giugno in onore di santa Giulitta, martire a Tarso con suo figlio Quirico sotto Diocleziano. Con questo nome si ricordano anche una martire a Cesarea in Cappadocia, il 30 luglio, e una religiosa martire con diversi altri compagni ad Ancira sotto Diocleziano, il 18 maggio, mentre la Chiesa ortodossa russa commemora, il 3 aprile, santa Iulitta Zubova, stolta in Cristo.